# Voodoo Rush

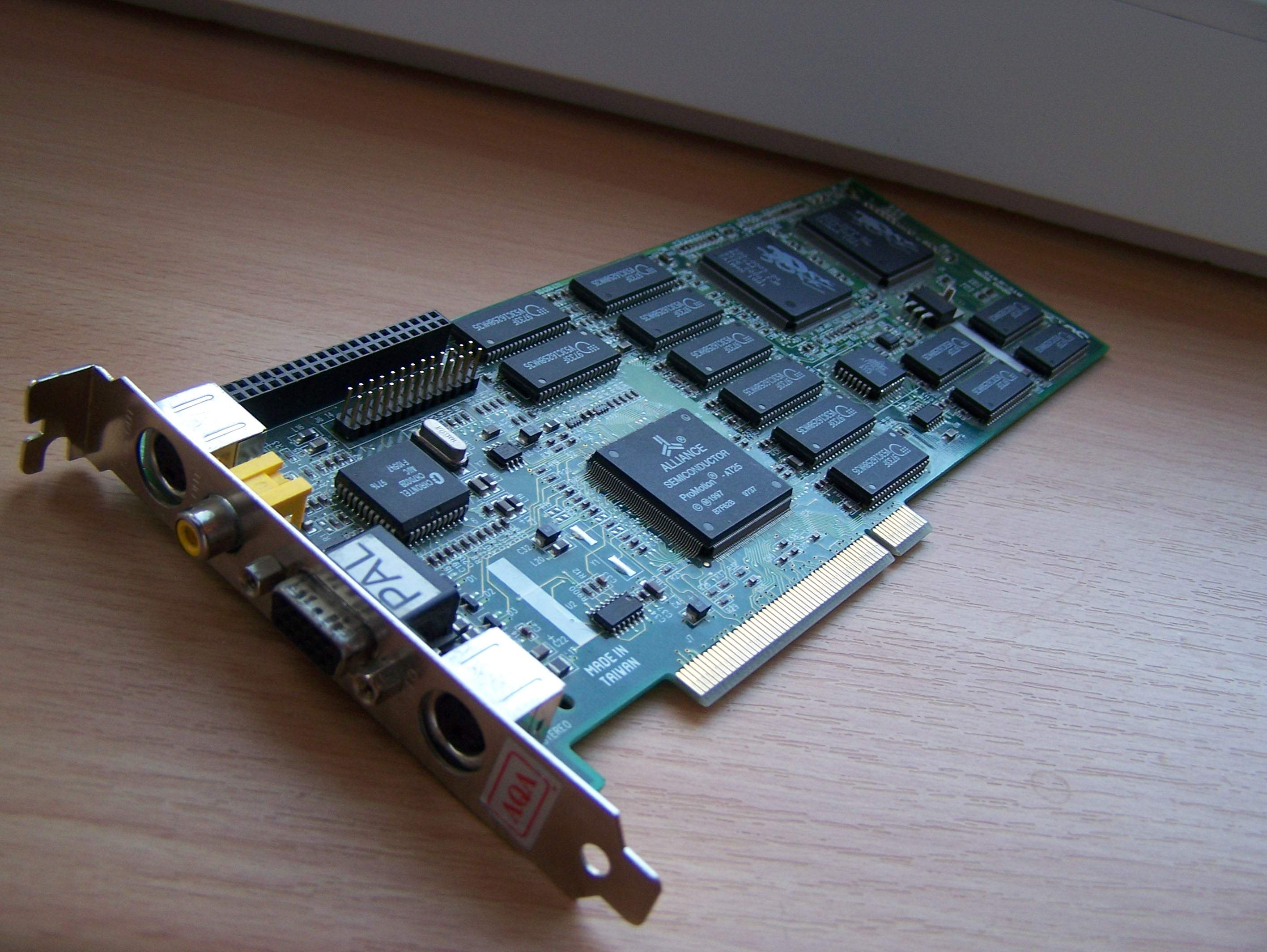
Voodoo Rush

Voodoo Rush – karta graficzna firmy 3Dfx łącząca w sobie akcelerator 2D oraz akcelerator 3D Voodoo Graphics. Karta była odpowiedzią na stworzoną przez nVidie kartę Riva 128, która już posiadała w sobie funkcje akceleracji 2D i 3D.